# Norme metodologice
Normele metodologice sunt texte emise de către ministere, care dau exemple și care detaliază pas cu pas modul în care o anume lege trebuie să fie aplicată. În general orice lege emisă de parlament este urmată de norme metodologice de aplicare a legii care detaliază/clarifică aspectele de interpretare a paragrafelor legale în cauză.